# کری همیلتون
کری لوئیس همیلتون (متولد ۵ دسامبر ۱۹۶۳ – درگذشته ۲۰ ژانویه ۲۰۰۲) یک بازیگر، نمایشنامه‌نویس و خواننده آمریکایی بود. او دختر کمدین آمریکایی کارول برنت  و جو همیلتون بود. همیلتون همچنین خواهر بزرگ جودی همیلتون و ارین همیلتون بود.
او در فیلم پشمالو بازی کرده‌است.

## زندگینامه
همیلتون در تعدادی از تولید های فیلم، صحنه، تلویزیون و ویدئو مشغول فعالیت در این زمینه بوده. بعد از آن او نقش رجی هیگینز را در نسخه تلویزیونی موزیکالی شهرت برای فصل های پنجم و ششم (۱۹۸۵-۱۹۸۷) بر عهده داشت و بعدها همیلتون نقش مورین جانسون را در نخستین تور ملی صحنه نمایش موزیکال اجاره به تصویر می کشد که بعد از این نقش مورد تمجید و ستایش ارزشمندی قرار می گیرد. بعد از آن او در دانشگاه دانشگاه پپرداین در مالیبو، کالیفرنیا، موسیقی و بازیگری را آموخت.